# Ілля Лобжанідзе
Ілля Лобжанідзе (груз. ილია ლობჟანიძე; нар. 1914, Російська імперія — пом. 1995, Грузія) — радянський грузинський футболіст, тренер та футбольний арбітр, виступав на позиції нападника.

## Кар'єра гравця
Футбольну кар'єру розпочав 1939 року в тбіліського «Локомотива». По завершенні Другої світової війни став гравцем БЧА (Тбілісі), який змінював назву на БО та ОБО. У 1948 році завершив кар'єру гравця.

## Кар'єра арбітра
З 1951 по 1954 рік як боковий арбітр обслуговував футбольні матчі класу А чемпіонату СРСР з футболу.

## Кар'єра тренера
У 1954 році розпочав тренерську діяльність. У 1954 по 1958 рік працював у клубі, в якому завершив кар'єру гравця — ОБО (Тбілісі). Потім клуб змінив назву на СКВО (Тбілісі). Наприкінці 1960 року очолив СКА (Одеса), яким керував до 1961 році. У 1963 році очолив «Торпедо» (Кутаїсі), а в 1965 році — «Локомотив» (Тбілісі).
Помер 1995 року у 81-річному віці.

## Досягнення

### Як тренера
СКА (Одеса)
- Чемпіонат УРСР
  -  Срібний призер (1): 1961